# Augustinus von Galen

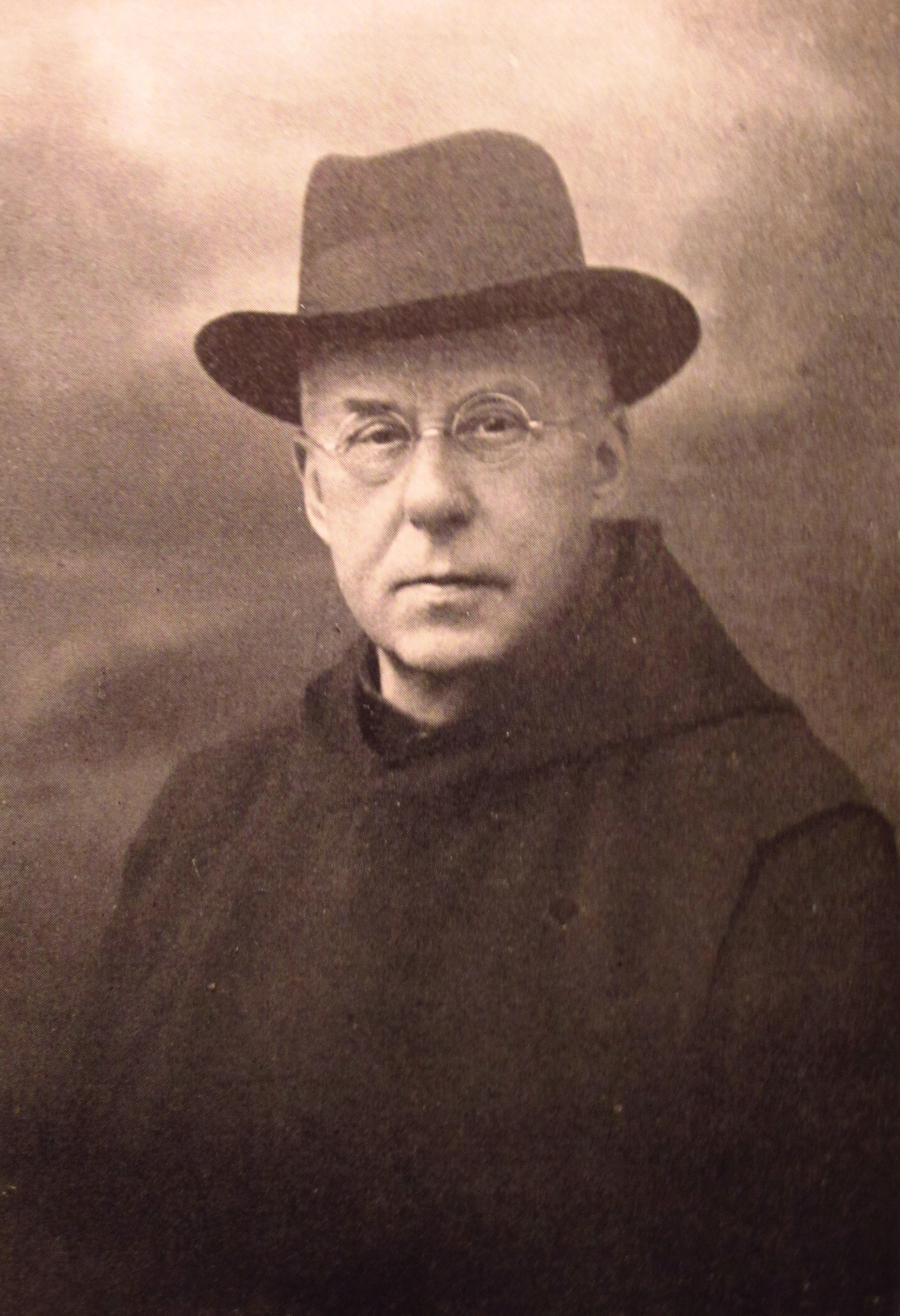
Augustinus von Galen OSB

Augustinus von Galen OSB (* 14. Dezember 1870 in Münster als Wilhelm von Galen; † 2. September 1949 in Freiburg im Üechtland) war Benediktinermönch, Priester und Gründer der Catholica Unio.

## Leben
Er war der Sohn des Ferdinand Heribert Graf von Galen und der Elisabeth Reichsgräfin von Spee und ein Bruder des späteren Bischofs von Münster, Clemens August Graf von Galen.
Nach dem Abitur am katholischen Gymnasium Antonianum in Vechta 1889 studierte Wilhelm von Galen am St. Mary’s College der Jesuiten zu Canterbury. Universitätsstudien absolvierte er in Freiburg (Schweiz), Göttingen und Leipzig, wo er 1895 zum Dr. jur. promoviert wurde.
1897 trat er als Novize in die Benediktinerabtei Emmaus in Prag ein und nahm den Ordensnamen Augustinus an. Am 25. März 1899 legte er dort seine Profess ab. Nach verkürzter theologischer Ausbildung wurde Augustinus von Galen am 1. September 1901 zum Priester geweiht. Bis 1913 lebte Pater Augustinus in der Abtei Emmaus, die der Unterstützung der katholischen Kirche in den slawischen Ländern der Habsburgermonarchie besonders verpflichtet war. U. a. machte er sich um den Ausbau der Pfarrkirche Hl. Herz Jesu (Crkva Presvetoga Srca Isusova) in Bijelo polje (Potoci, Mostar, Herzegowina) im Jahre 1911/1912 verdient. Von Prag aus redigierte er die Zeitschrift Bonifatius-Korrespondenz. Apologetische Mitteilungen für den hochwürdigen Klerus und gebildete Laien. Als er in der Zeitschrift 1910 die Enzyklika Editae saepe veröffentlichte und betonte, die Behauptungen des Papstes über die Reformation seien geschichtlich erweisbar, wurde er im Altmärkischen Intelligenz- und Leseblatt scharf angegriffen: „Es gehört in der Tat die Stirn eines jesuitischen Römlings und der Eigensinn eines Westfalen dazu, derartige notorische Gemeinheiten und Verlogenheiten in die Welt zu setzen. Von Rechtswegen gehörte dem Lügengräflein von Wien gründlich eins auf den Mund!“
Augustinus von Galen war der Beichtvater des 1914 ermordeten österreichischen Thronfolgers Erzherzog Franz Ferdinand.
Nach dem Ersten Weltkrieg wirkte er in Wien, im Umkreis der „ukrainischen Kirchenunion“. Diese Vereinigung wurde 1924 als Catholica Unio vom Heiligen Stuhl approbiert. 1927 wurde ihr Hauptsitz in die neutrale Schweiz verlegt. P. Augustinus diente in Freiburg als Sekretär der Catholica Unio.
Nach seinem Tod wurde Augustinus von Galen zunächst auf dem Friedhof der Schwestern vom Guten Hirten in Freiburg beigesetzt. Am 12. Januar 2004 wurden seine sterblichen Überreste in das Erbbegräbnis der Grafen von Galen auf Burg Dinklage überführt.